# Doppingar
Doppingar (Podicipedidae) är den enda familjen i ordningen doppingfåglar (Podicipediformes).

## Utseende
Doppingarna har en rak, konisk och spetsig näbb. De har stora ben som är belägna långt bak på kroppen och deras tår är skilda och försedda med simflikar längs sidorna och inte hel simhud som andfåglar. Långa, skilda framtår med simhuden delad i flikar längs sidorna, och de har breda, platta klor. Fjäderdräkten är mycket tät, delvis silkesfin. Könen är lika medan deras vinterdräkt skiljer sig från häckningsdräkten. De saknar i det närmaste stjärt och stjärtpennor saknas helt. I flykten sticker deras ben ut långt bakom stjärten.

## Ekologi
Doppingarna är bundna till vatten och går bara upp på land i samband med häckningen. De uppträder sällan i flock, men däremot kan löst sammanhållna grupper förekomma. Bland de arter som är flyttfåglar kan vissa genomföra den i flock. De flyttar ofta lågt över vattenytan utan att yttra några lockläten. Vissa arter, som smådopping och svarthalsad dopping genomför flytten nattetid. Vid uppfloget springer de på ytan.

## Systematik
Doppingfåglarnas närmsta släktingar är flamingofåglarna (Phoenicopteriformes). Studier har indikerat att denna grupp utgör systertaxon till doppingfåglarna varför vissa auktoriteter slår därför ihop de båda ordningarna, varmed doppingarna placeras i ordningen Phoenicopteriformes. Ännu har ganska få auktoriteter följt detta mönster, och exempelvis delar fortfarande  International Ornithological Congress   och Birdlife Sverige upp dem i två ordningar.
Kladogram över familjen som följer Fjeldså 2004.
|  | Tachybaptus |
|  |             |
|  | Podilymbus  |
|  |             |

|      | Poliocephalus                                             |
|      |                                                           |
| N.N. | \| \| Aechmophorus \| \| \| \| \| \| Podiceps \| \| \| \| |
|      | \| \| Aechmophorus \| \| \| \| \| \| Podiceps \| \| \| \| |
|      | Aechmophorus                                              |
|      |                                                           |
|      | Podiceps                                                  |
|      |                                                           |

|  | Aechmophorus |
|  |              |
|  | Podiceps     |
|  |              |

|  | Tachybaptus |
|  |             |
|  | Podilymbus  |
|  |             |

|      | Poliocephalus                                             |
|      |                                                           |
| N.N. | \| \| Aechmophorus \| \| \| \| \| \| Podiceps \| \| \| \| |
|      | \| \| Aechmophorus \| \| \| \| \| \| Podiceps \| \| \| \| |
|      | Aechmophorus                                              |
|      |                                                           |
|      | Podiceps                                                  |
|      |                                                           |

|  | Aechmophorus |
|  |              |
|  | Podiceps     |
|  |              |

|  | Tachybaptus |
|  |             |
|  | Podilymbus  |
|  |             |

|      | Poliocephalus                                             |
|      |                                                           |
| N.N. | \| \| Aechmophorus \| \| \| \| \| \| Podiceps \| \| \| \| |
|      | \| \| Aechmophorus \| \| \| \| \| \| Podiceps \| \| \| \| |
|      | Aechmophorus                                              |
|      |                                                           |
|      | Podiceps                                                  |
|      |                                                           |

|  | Aechmophorus |
|  |              |
|  | Podiceps     |
|  |              |

|  | Tachybaptus |
|  |             |
|  | Podilymbus  |
|  |             |

|      | Poliocephalus                                             |
|      |                                                           |
| N.N. | \| \| Aechmophorus \| \| \| \| \| \| Podiceps \| \| \| \| |
|      | \| \| Aechmophorus \| \| \| \| \| \| Podiceps \| \| \| \| |
|      | Aechmophorus                                              |
|      |                                                           |
|      | Podiceps                                                  |
|      |                                                           |

|  | Aechmophorus |
|  |              |
|  | Podiceps     |
|  |              |

### Släkten och arter
- Släkte Rollandia
  - Titicacadopping (Rollandia microptera)
  - Vittofsad dopping (Rollandia rolland)
- Släkte Tachybaptus (smådoppingar)
  - Australisk smådopping (Tachybaptus novaehollandiae)
  - Smådopping (Tachybaptus ruficollis)
  - Indonesisk smådopping (Tachybaptus tricolor) – inkluderas ofta i smådoppingen
  - Alaotradopping (Tachybaptus. rufolavatus) – utdöd sedan sent 1980-tal.
  - Madagaskarsmådopping (Tachybaptus pelzelnii)
  - Dvärgdopping (Tachybaptus dominicus)
- Släkte Podilymbus
  - Tjocknäbbad dopping (Podilymbus podiceps)
  - Atitlándopping (Podilymbus gigas) – utdöd 1989
- Släkte Poliocephalus
  - Gråhuvad dopping (Poliocephalus poliocephalus)
  - Maoridopping (Poliocephalus rufopectus)
- Släkte Podiceps (Doppingsläktet)
  - Stordopping (Podiceps major)
  - Skäggdopping (Podiceps cristatus)
  - Gråhakedopping (Podiceps grisegena)
  - Svarthakedopping (Podiceps auritus)
  - Svarthalsad dopping (Podiceps nigricollis)
  - Colombiadopping (Podiceps andinus) – utdöd 1977
  - Silverdopping (Podiceps occipitalis)
    - "Nordlig silverdopping" (Podiceps [o.] juninensis) – urskiljs som egen art av Birdlife International

  - Punadopping (Podiceps taczanowskii)
  - Kamdopping (Podiceps gallardoi)
- Släkte Aechmophorus (svandoppingar)
  - Mörk svandopping (Aechmophorus occidentalis)
  - Ljus svandopping (Aechmophorus clarkii)

## Bildgalleri
Galleri av ett urval adulta doppingar i sommardräkt 

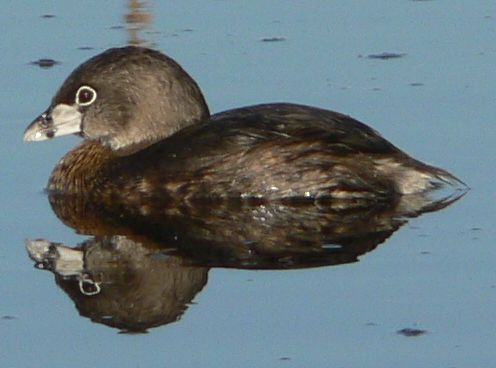
Tjocknäbbad dopping (Podilymbus podiceps)
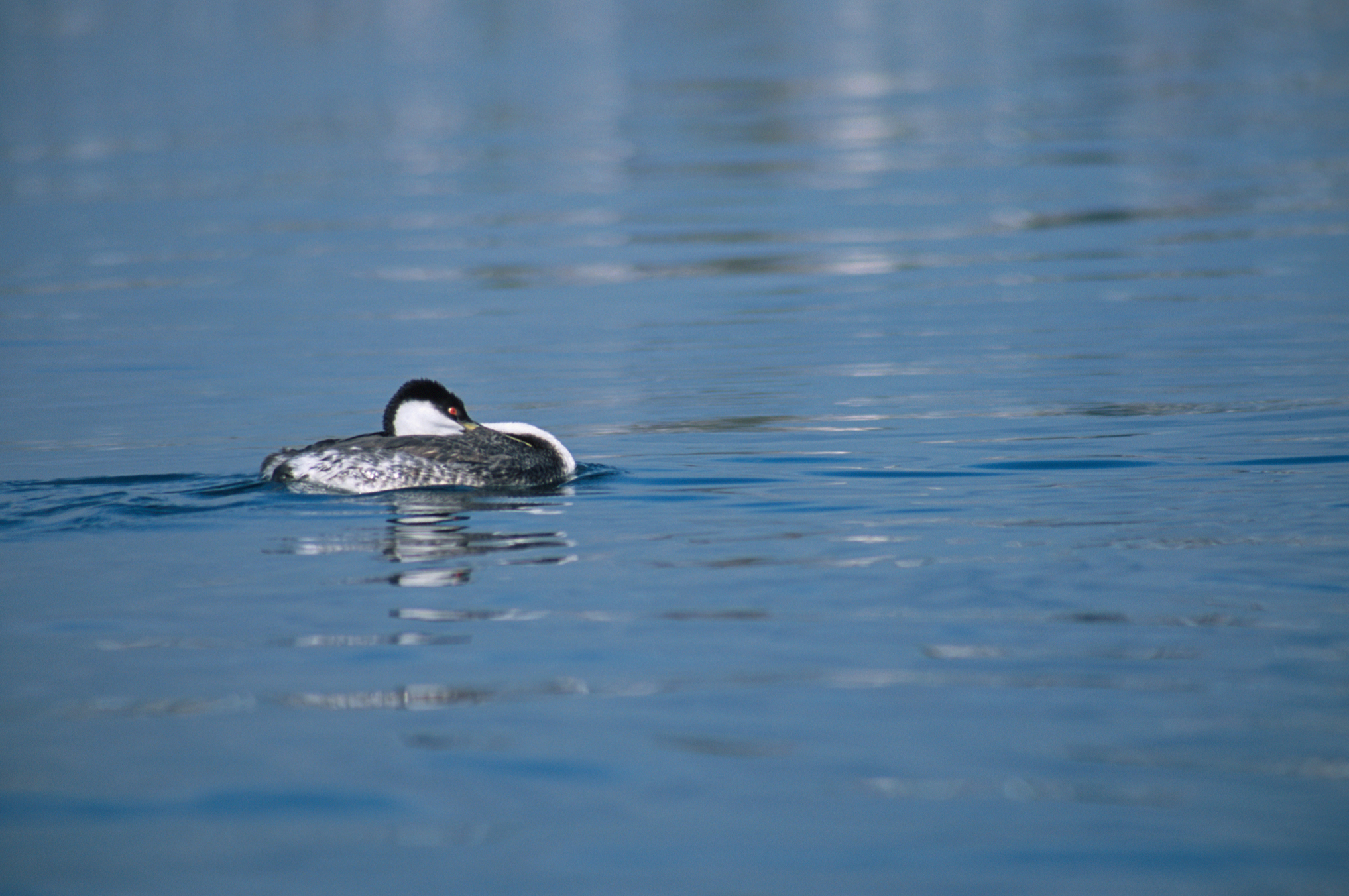
Mörk svandopping (Aechmophorus occidentalis)
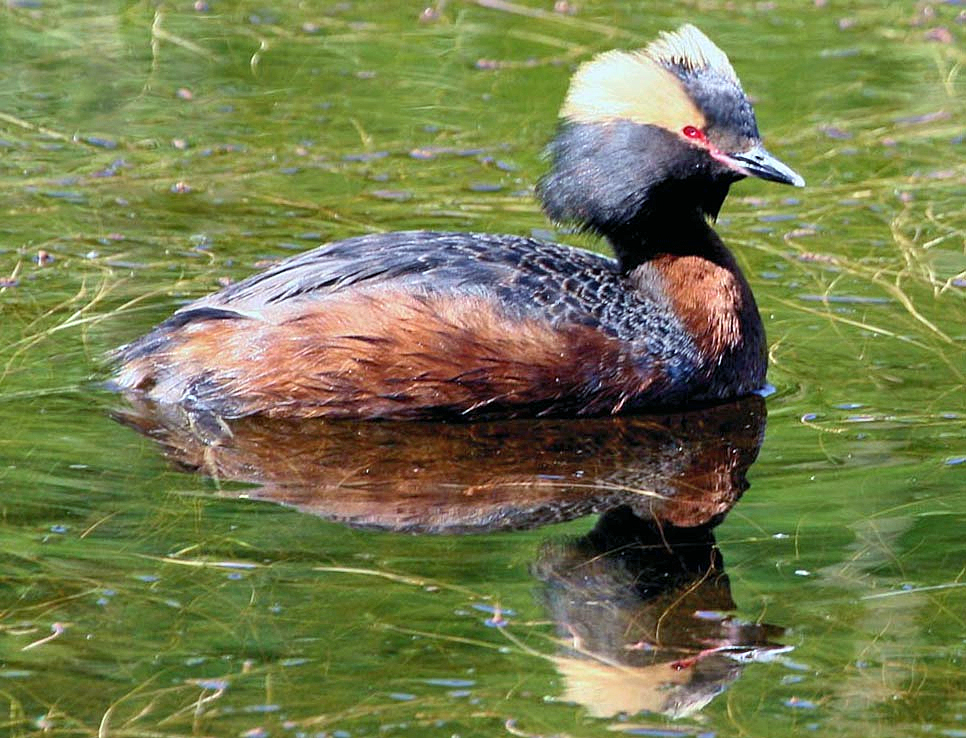
Svarthakedopping (Podiceps auritus)
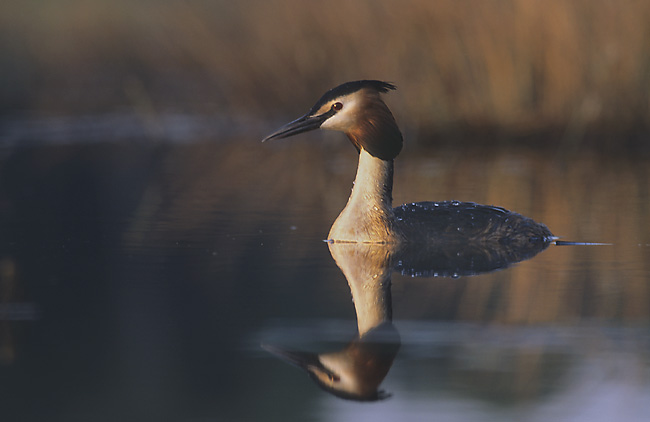
Skäggdopping (Podiceps cristatus)
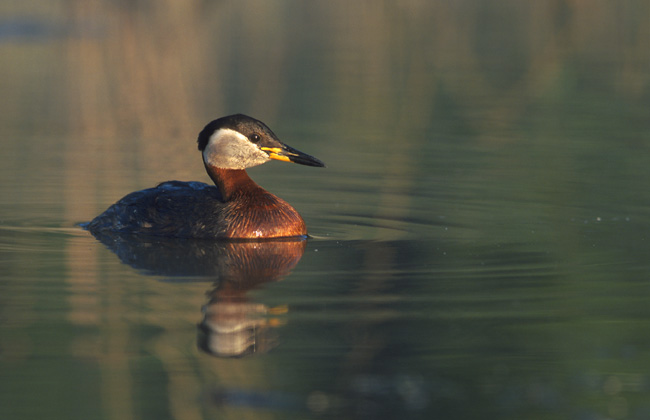
Gråhakedopping (Podiceps grisegena)
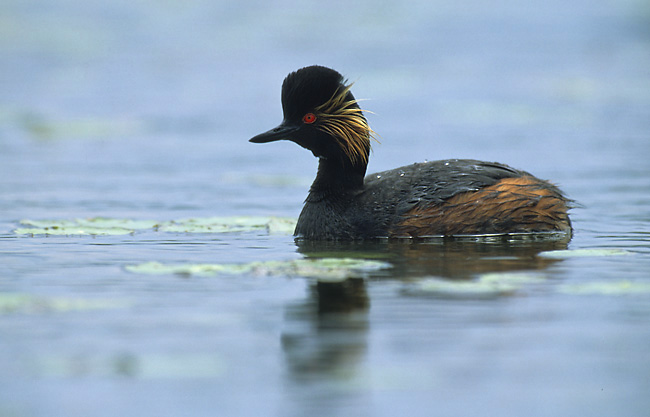
Svarthalsad dopping (Podiceps nigricollis)
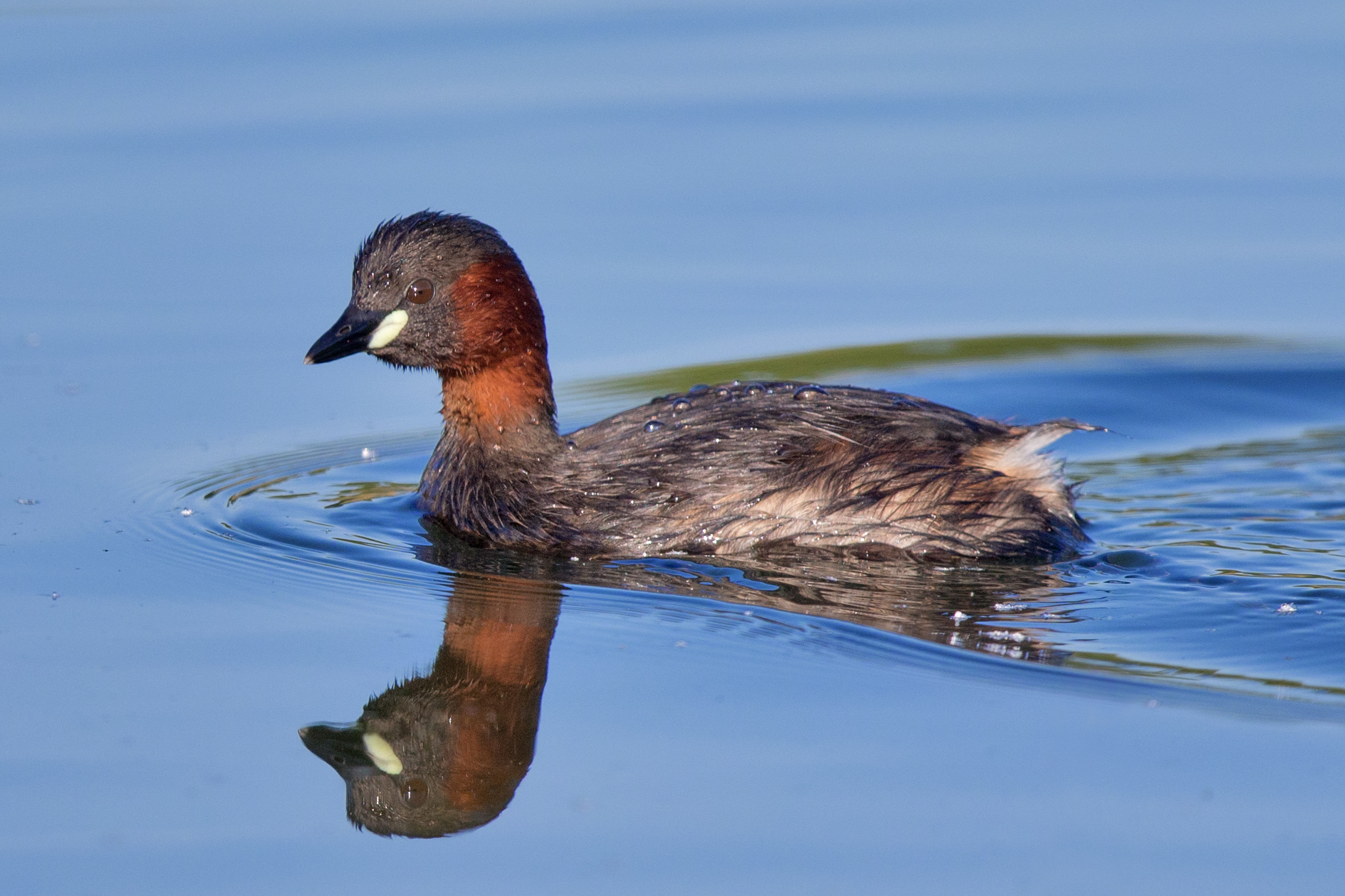
Smådopping (Tachybaptus ruficollis)